# Peugeot Type 33
La Type 33 è un'autovettura prodotta tra il 1901 ed il 1902 dalla casa automobilistica francese Peugeot.

## Profilo
Era una vettura aperta, una sorta di cabriolet, ma con la capote montata "a baldacchino", cioè fissata su quattro montanti piuttosto alti e sistemati ai quattro angoli della vettura stessa.
La Type 33 era dotata fin dall'origine dei prestigiosi pneumatici Michelin ed era equipaggiata da un bicilindrico da 1056 cm³ che poteva spingerla ad una velocità massima di 30 km/h.
Fu una delle ultime Peugeot ad avere un corpo vettura ancora molto legato a quello delle carrozze a cavalli. Già contemporaneamente alla Type 33 era stata lanciata la Type 36, più innovativa, sia dal punto di vista tecnico, sia da quello dell'impostazione del corpo vettura.
La Type 33 fu prodotta in 84 esemplari.